# 전일수
전일수(全日洙, 1968년 7월 2일 ~ )은 전 KBO 리그 LG 트윈스의 투수이자, 현 KBO 리그의 심판위원회 팀장이다. 그의 큰 아들은 KBO 리그 SSG 랜더스의 내야수인 전진우이고, 작은 아들은 KBO 리그 한화 이글스의 포수인 전승우이다.

## 선수 시절

### 태평양 돌핀스시절
아마 시절 무리한 등판 탓인지 목 디스크 진단을 받아 1991년 시즌 후 타자로 전향했으나 다음 해 6월에 방출됐다.

### LG 트윈스시절
이적 후 투수로 활동했다.

## 야구선수 은퇴 후
1996년부터 KBO 리그 심판위원회의 위원으로 활동했다.

## 출신 학교
- 수원북중학교
- 유신고등학교
- 경성대학교 87학번